# ISO 8583
ISO 8583은 국제 표준화 기구가 제정한 현금카드나 신용카드와 같은 금융거래카드의 취급자와 발급자 간 전문교환을 위한 인터페이스 표준이다. 총 3개 부분으로 구성된다.
- Part 1: 전문, 데이터요소 및 코드값
- Part 2: 기관식별코드의 적용 및 등록절차
- Part 3: 전문, 데이터요소 및 코드값의 관리절차